# スイス国鉄RABDe510形電車

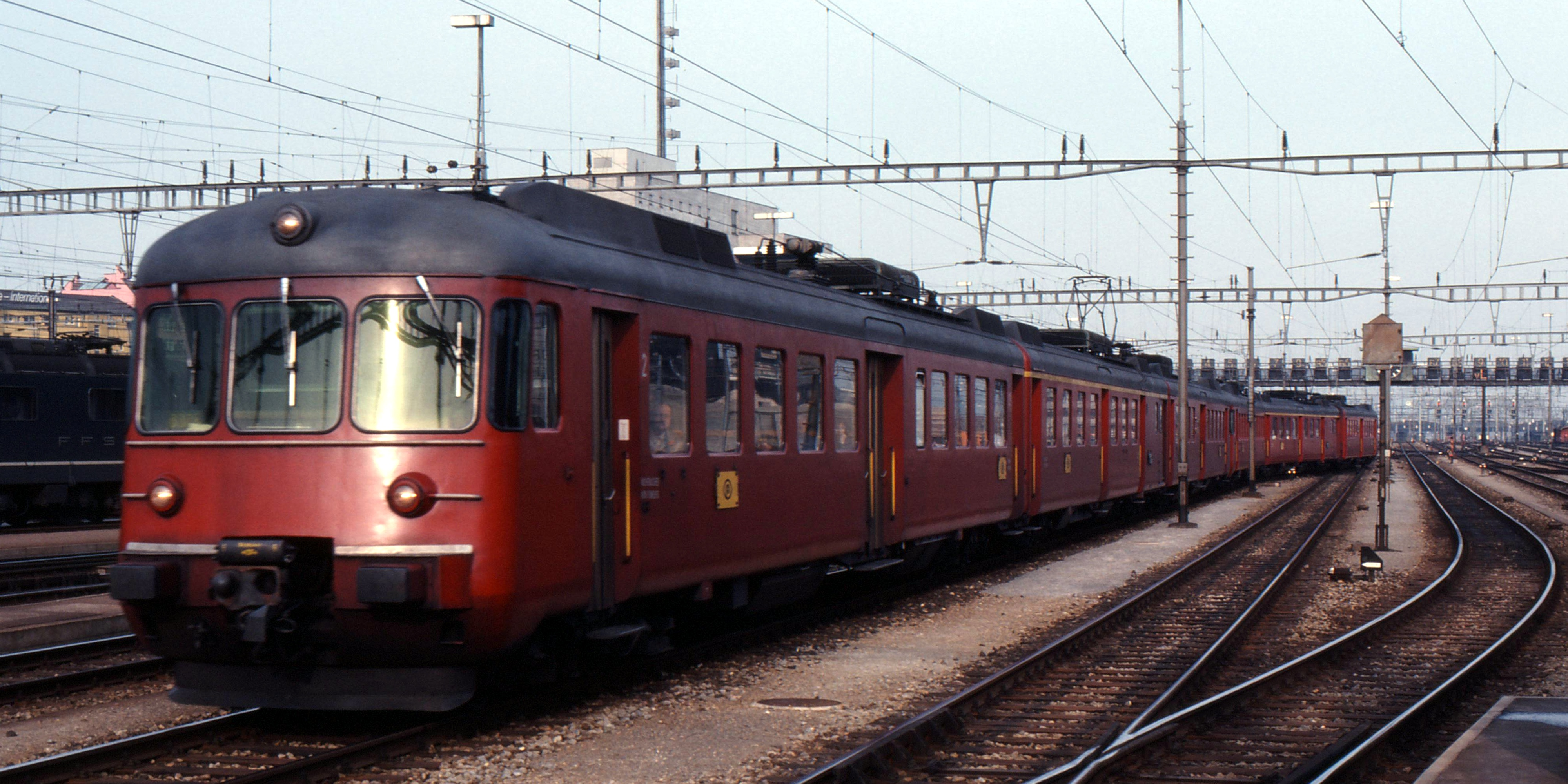
RABDe510形の重連、原型、赤塗装、チューリッヒ中央駅、1985年

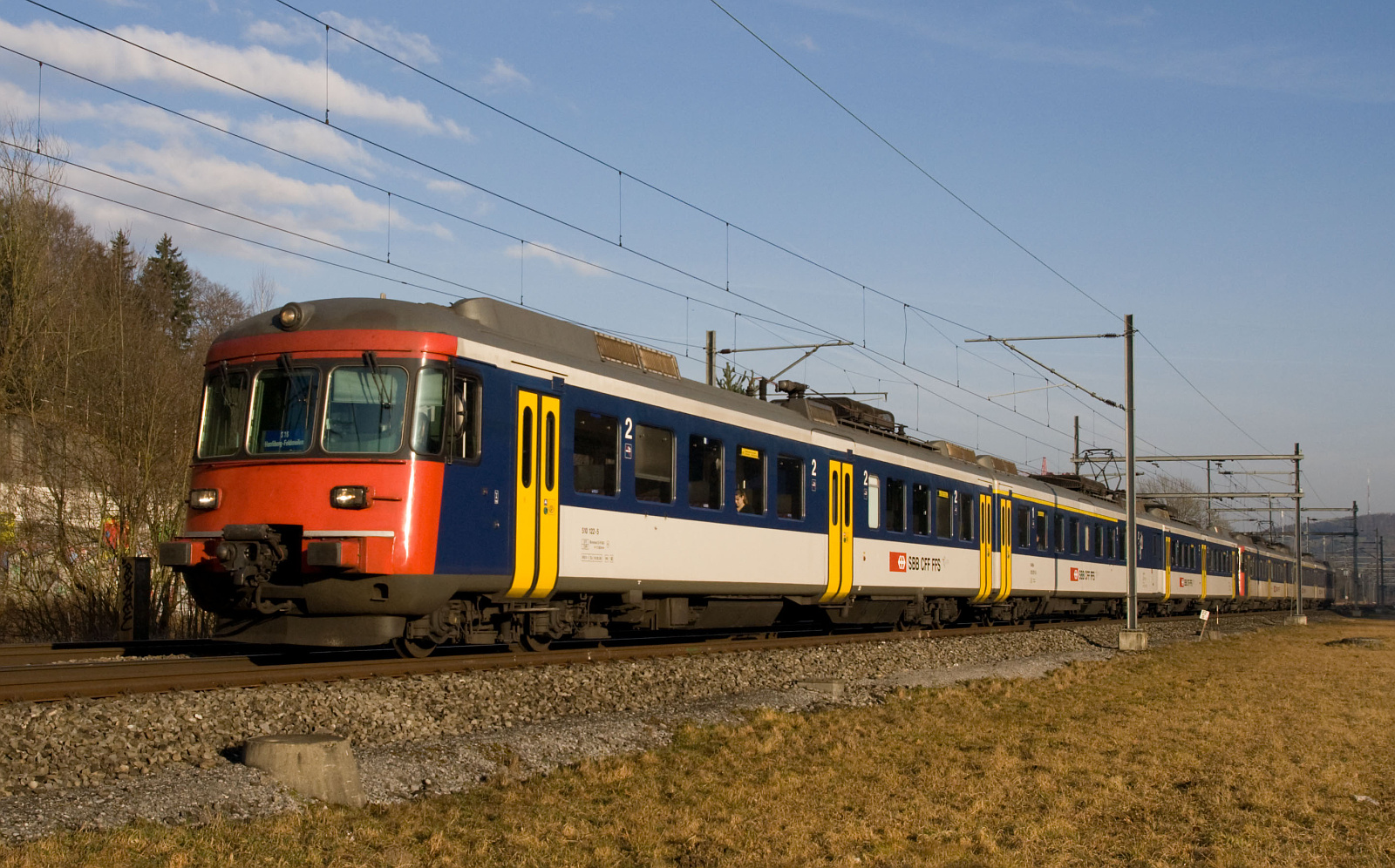
RABDe510形、更新後、NPZ塗装、チューリッヒSバーンのS16系統で運行中

スイス国鉄RABDe510形電車（スイスこくてつRABDe510がたでんしゃ）は、スイスのスイス連邦鉄道（SBB: Schweizerische Bundesbahnen、スイス国鉄）の都市近郊列車で使用されていた電車である。

## 概要
スイス最大の都市であるチューリッヒからチューリッヒ湖北岸のマイレンを経由してラッパースヴィールへ至る通称ゴールド・コースト線では古くから都市近郊列車が運行されており、1929年 以降Fe4/4形、Ce4/6形電車が2軸/3軸客車および片側に運転室を持つ2軸ボギー式制御客車を牽引するシャトルトレインが運行されていたが、その後1960年代にはこの路線を30分間隔で運転する計画が立案され、専用の高加減速性能を持つ機材が必要となったために用意された車両が後の称号改正でRABDe510 形となる20編成のRABDe12/12形である。本形式はスイス国鉄初の本格的な固定編成、全電動車方式の電車で、当時のスイス国鉄の車両は緑色塗装が標準であったものがRAe2/4形”赤い矢"号などの軽量高速電車と同じ赤色塗装とされていたことも特徴であり、その運行路線から”ゴールド・コースト・エクスプレス”、もしくはその高加減速性能から当時スイス軍航空隊に配備されつつあったミラージュ III戦闘機の名をとって"ミラージュ”と呼ばれることとなった。その後本形式はゴールド・コースト線で使用され続け、1990年にチューリッヒSバーンが発足するとSバーン各線で使用されるようになり、1996-2001年には更新改造を実施して新しい UIC方式の形式名であるRABDe510形となって2010年12月のダイヤ改正で全車が運用を外れるまで終始チューリッヒ近郊で使用され続けた。このRABDe510形は3両固定編成の前位側から各車11XX/1、11XX/2、11XX/3（XX：編成番号）と呼ばれており、12編成がSWPを主発注先として1963年7月に5,700万スイス・フランで発注され、台車および両先頭車の車体の製造をSWP、中間車の車体をFFA、電機品の製造はSAAS、主電動機、駆動装置はBBCがそれぞれ担当しており、低圧タップ切換制御による全電動車方式により、起動-約80km/hまで加速度0.87m/s2、停止→120km/h加速時間約45秒の高加速性能を有している。
なお、製造時の編成番号（各車両番号）、運行開始年、製造所は以下の通り
- RABDe12/12 1101（1101/1 - 1101/2 - 1101/3） -  1965年9月15日 - SWP/FFA/BBC/SAAS
- RABDe12/12 1102（1102/1 - 1102/2 - 1102/3） -  1966年2月10日 - SWP/FFA/BBC/SAAS
- RABDe12/12 1103（1103/1 - 1103/2 - 1103/3） -  1966年12月22日 - SWP/FFA/BBC/SAAS
- RABDe12/12 1104（1104/1 - 1104/2 - 1104/3） -  1966年1月11日 - SWP/FFA/BBC/SAAS
- RABDe12/12 1105（1105/1 - 1105/2 - 1105/3） -  1966年1月18日 - SWP/FFA/BBC/SAAS
- RABDe12/12 1106（1106/1I - 1106/2 - 1106/3I） -  1966年3月31日 - SWP/FFA/BBC/SAAS
- RABDe12/12 1107（1107/1 - 1107/2 - 1107/3） -  1966年3月15日 - SWP/FFA/BBC/SAAS
- RABDe12/12 1108（1108/1 - 1108/2 - 1108/3） -  1966年3月31日 - SWP/FFA/BBC/SAAS
- RABDe12/12 1109（1109/1I - 1109/2 - 1109/3I） -  1966年3月31日- SWP/FFA/BBC/SAAS
- RABDe12/12 1110（1110/1 - 1110/2 - 1110/3） -  1965年5月31日 - SWP/FFA/BBC/SAAS
- RABDe12/12 1111（1111/1 - 1111/2 - 1111/3I） -  1966年8月2日 - SWP/FFA/BBC/SAAS
- RABDe12/12 1112（1112/1 - 1112/2 - 1112/3） -  1966年11月21日 - SWP/FFA/BBC/SAAS
- RABDe12/12 1113（1113/1I - 1113/2 - 1113/3I） -  1966年9月15日 - SWP/FFA/BBC/SAAS
- RABDe12/12 1114（1114/1 - 1114/2 - 1114/3） -  1967年1月6日 - SWP/FFA/BBC/SAAS
- RABDe12/12 1115（1115/1 - 1115/2 - 1115/3） -  1966年10月25日 - SWP/FFA/BBC/SAAS
- RABDe12/12 1116（1116/1 - 1116/2 - 1116/3） -  1966年12月22日 - SWP/FFA/BBC/SAAS
- RABDe12/12 1117I（1117/1I - 1117/2I - 1117/3I） -  1967年2月 - SWP/FFA/BBC/SAAS
- RABDe12/12 1118（1118/1 - 1118/2 - 1118/3） -  1967年5月2日 - SWP/BBC/SAAS
- RABDe12/12 1119I（1119/1I - 1119/2I - 1119/3I） -  1967年8月4日 - SWP/FFA/BBC/SAAS
- RABDe12/12 1120（1120/1 - 1120/2 - 1120/3） -  1967年11月10日 - SWP/FFA/BBC/SAAS

UIC編成番号（各車両番号）、更新改造・改番年、旧編成番号（各車両番号）は以下の通り
- RABDe510 000-3（510 100-1 - 510 200-9 - 510 101-9） - 2000年9月1日 - RABDe12/12 1101（1101/1 - 1101/2 - 1101/3）
- RABDe510 001-1（510 102-7 - 510 201-7 - 510 103-5） - 2000年4月20日 - RABDe12/12 1102（1102/1 - 1102/2 - 1102/3）
- RABDe510 002-9（510 104-3 - 510 202-5 - 510 105-0） - 2001年1月17日 - RABDe12/12 1103（1103/1 - 1103/2 - 1103/3）
- RABDe510 003-7（510 106-8 - 510 203-3 - 510 107-6） - 1997年6月20日 - RABDe12/12 1104（1104/1 - 1104/2 - 1104/3）
- RABDe510 004-5（510 108-4 - 510 204-1 - 510 109-2） - 1997年10月30日 - RABDe12/12 1105（1105/1 - 1105/2 - 1105/3）
- RABDe510 005-2（510 110-0 - 510 205-8 - 510 111-8） - 1996年12月24日 - RABDe12/12 1106（1106/1II - 1106/2 - 1106/3II）
- RABDe510 006-0（510 112-6 - 510 206-6 - 510 113-4） - 1997年9月8日 - RABDe12/12 1107（1107/1 - 1107/2 - 1107/3）
- RABDe510 007-8（510 114-2 - 510 207-4 - 510 115-9） - 1999年9月17日 - RABDe12/12 1108（1108/1 - 1108/2 - 1108/3）
- RABDe510 008-6（510 116-7 - 510 208-2 - 510 117-5） - 1998年7月31日 - RABDe12/12 1109（1109/1II - 1109/2 - 1109/3II）
- RABDe510 009-4（510 118-0 - 510 209-0 - 510 119-1） - 1998年2月13日 - RABDe12/12 1110（1110/1 - 1110/2 - 1110/3）
- RABDe510 010-2（510 120-9 - 510 210-8 - 510 121-7） - 1999年12月23日 - RABDe12/12 1111（1111/1 - 1111/2 - 1111/3II）
- RABDe510 011-0（510 122-5 - 510 211-6 - 510 123-3） - 1998年4月6日 - RABDe12/12 1112（1112/1 - 1112/2 - 1112/3）
- RABDe510 012-8（510 124-1 - 510 212-4 - 510 125-8） - 1999年3月12日 - RABDe12/12 1113（1113/1II - 1113/2 - 1113/3II）
- RABDe510 013-6（510 126-6 - 510 213-2 - 510 127-4） - 1998年10月13日 - RABDe12/12 1114（1114/1 - 1114/2 - 1114/3）
- RABDe510 014-4（510 128-2 - 510 214-4 - 510 129-0） - 1998年6月9日 - RABDe12/12 1115（1115/1 - 1115/2 - 1115/3）
- RABDe510 015-1（510 130-8 - 510 215-7 - 510 131-6） - 1997年12月12日 - RABDe12/12 1116（1116/1 - 1116/2 - 1116/3）
- RABDe510 016-9（510 132-4 - 510 216-5 - 510 133-2） - 1998年12月11日 - RABDe12/12 1117II（1117/1II - 1117/2II - 1117/3II）
- RABDe510 017-7（510 134-0 - 510 217-3 - 510 135-7） - 1999年5月18日 - RABDe12/12 1118（1118/1 - 1118/2 - 1118/3）

## 仕様

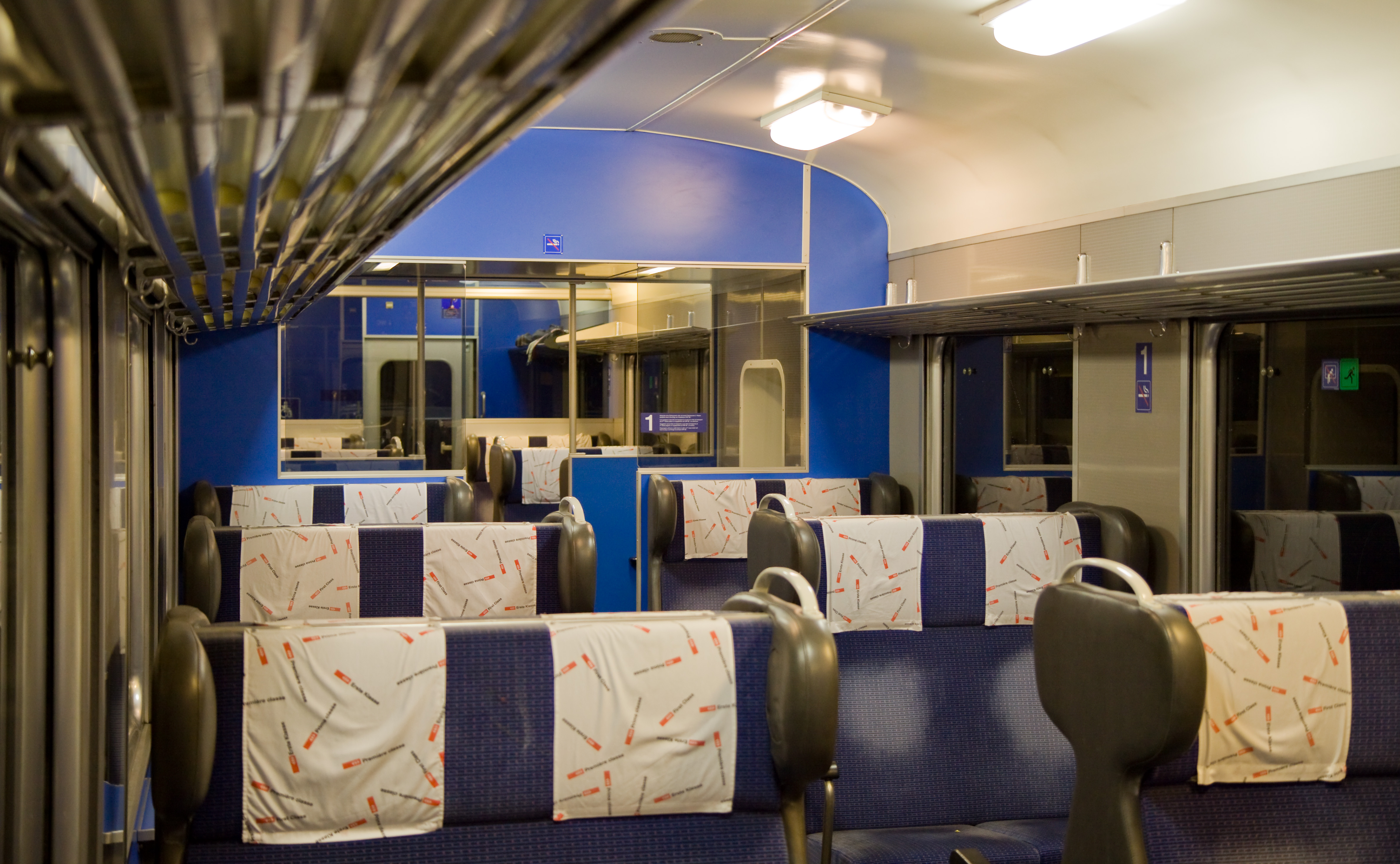
1等室室内、中央のガラス仕切間が更新改造で撤去された旧中央扉部

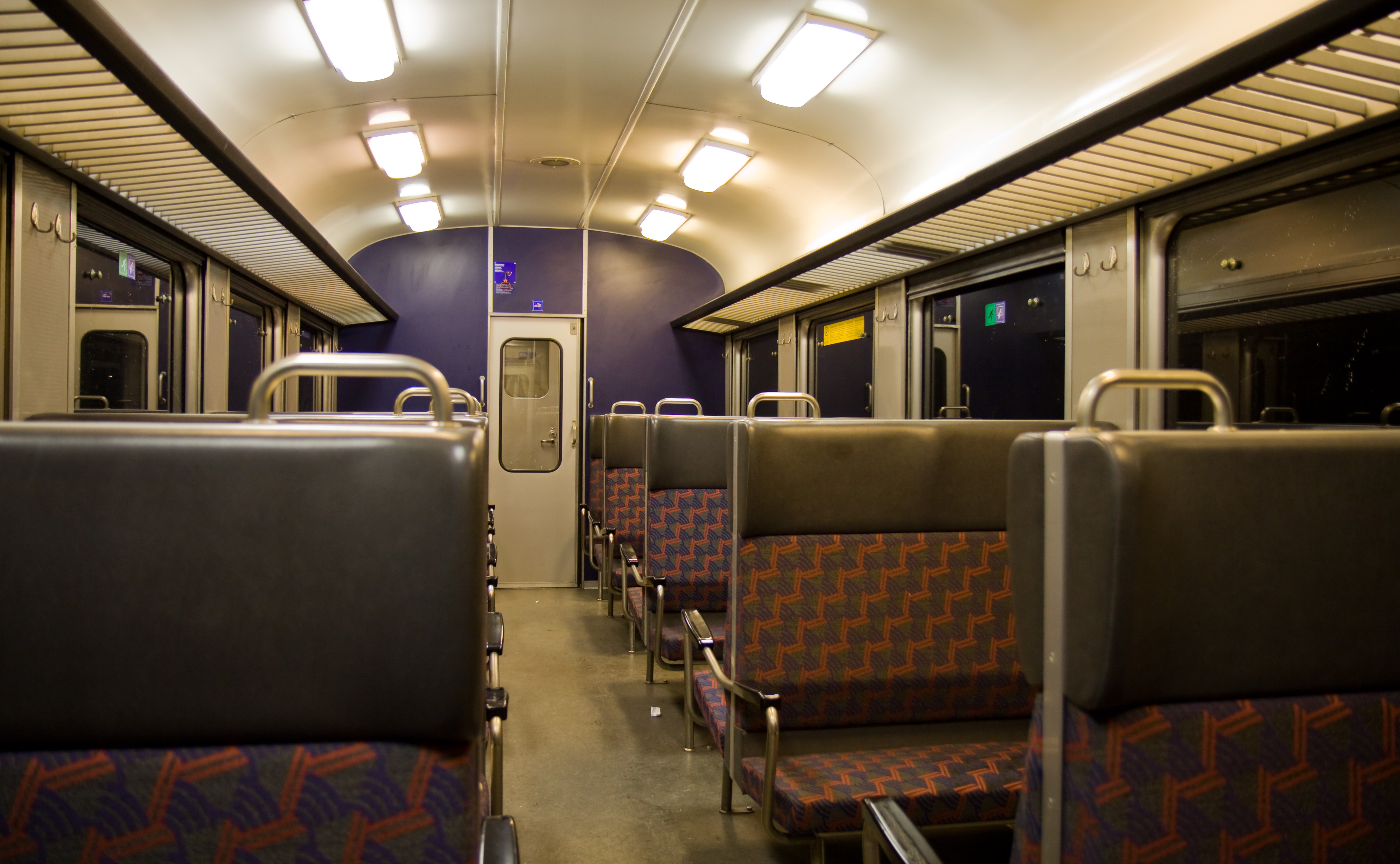
2等室室内、更新改造後

### 車体
RABe510形は3両編成で、前位側から各車11XX /1- 11XX/2 - 11XX/3（称号改正前）と呼ばれる車軸配置Bo'Bo'+Bo'Bo'+Bo'Bo'の全電動車方式となっており、スイスの一般的な電車と異なり、編成内に機器類を分散配置した固定編成となっているが、両先頭車は基本的に同一構造の車両を方向転換したものとなっており、称号改正後の機番は通し番号となっている。
車体構体は鋼製で、幅2905mm、高さ3019mm、車内幅2779mm、床面高1025.5mmで、台枠側梁は鋼材を箱型に組んだもの、床板には波板を使用している。窓扉配置は1D5DD14D + D11D3D3D + D4DD5D1（乗務員室窓-乗降扉-2等室窓-乗降扉2箇所-トイレ窓-2等室窓-乗降扉 + 荷物室扉-荷物室窓-トイレ窓-乗降扉-1等室窓-乗降扉-1等室窓-乗降扉 + 乗降扉-2等室窓-乗降扉2箇所-2等室窓-乗降扉-乗務員室窓）となっており、車内は乗務員室-デッキ-2等室（禁煙）-デッキとトイレ、機器室-2等室（喫煙）-デッキ + 荷物室とトイレ、機器室-デッキ-1等室（喫煙）-デッキ-1等室（禁煙）-デッキ + デッキ-2等室（喫煙）-デッキとトイレ、機器室-2等室（禁煙）-デッキ-乗務員室の配置となっている。
先頭部は同時期に製造されていたRBe540形を正面非貫通としたもので、上下方向に後退角が付き、左右方向に大きなRがついた丸みを帯びたデザインとなっている。前面窓ガラスは曲面ガラス3枚＋車体角部の曲面ガラスの構成で、正面下部左右と屋根中央部に丸型の前照灯兼標識灯が、下部補助緩衝器上部にデザイン化された足掛けステップが設置されている。また、先頭の連結器は通常のねじ式連結器ではなく、電気連結器、空気連結器を併設した+GF+式自動連結器として分割・併合を容易にしているが、連結器両脇に角型の補助緩衝器を設置しており、フックにアダプターを設置したねじ式連結器とも連結が可能である。なお、先頭の連結器下部にはスノープラウを兼ねた大型のスカートが設置されているほか、編成中間には電気連結器、空気連結器を併設した半永久連結器となっている。
運転室はRe420形やRe620形電気機関車と同デザインの、運転席左側の空気ブレーキ関係のレバーと右側の電気関係のレバー式のマスターコントローラーにより操作する方式で計器盤にはアナログ式計器が設置されており、乗務員室扉は設置されず運転室後部の乗降デッキから出入りする方式、運転室の側面窓には電動式のバックミラーが設置されている。
デッキ部は床面高さ1025.5mmで、ホームからステップ2段を経由して乗車し、そのまま同じ床面高の客室へは片開き扉のデッキ扉を経てつながっている。客室は1等室、2等室とも2+2列の4人掛けで、1等室はシートピッチ2000mmで座席幅1095mm、2等室は1650mm、1085mmの固定式クロスシートで、1等室のものはクッションと頭持たせ付きのヘッドレスト、2等室のものは樹脂製ヘッドレストものが用意されている。また、客扉は幅620mmの2枚折戸、客室窓は高さ950mm、幅1200mmの下降窓、荷物室は面積10m2で扉はの片引扉である。
屋根上の各台車上の肩部には冷却ファンを内蔵した主電動機および油冷却用の冷却気採入用の空気取入口のルーバーが設置され、中間車後位側屋根上端部にパンタグラフが、両先頭車屋根中央部に主開閉器が設置されて母線が引通されているほか、両先頭車の連結面寄りと中間車前位側には抵抗器が設置されている。また、各車車体内の機器室にはブレーキ用の接触器や逆転器が設置されている。
車体塗装は濃赤色をベースに乗降扉を銀色として1等室である中間車の幕板に黄色の細帯を入れたもので、両先頭車の中央の機器室部側面に”SBB-CFF"のクロームメッキの切抜文字が設置されるほか、各車の両車端部の乗降扉脇に客室等級と禁煙・喫煙の区分が、車端下部に形式名と機番等の表記がそれぞれ白色出入れられている。屋根上機器と屋根上はグレーもしくは銀色、床下機器と台車、正面スカートと側面機器覆はダークグレーである。

### 走行機器
制御方式はタップ切換装置による低圧タップ切換制御で、制御段数はそれぞれ力行29段、回生ブレーキ21段、主電動機は2台直列×3組並列接続の12台制御で、主制御装置を両先頭車に搭載し、両先頭車および中間車片側の台車を1台の主制御装置で制御する方式である。主変圧器は油冷、床下搭載式で入力15kV、容量は走行用は1462kVAで15のタップを有しており、列車暖房用は1000Vで60kVA、補機駆動用はAC220Vで36kVAとなっている。ブレーキ装置は電気ブレーキとしてタップ切換装置による回生ブレーキを装備するほか、空気ブレーキ、手ブレーキを装備している。台車は軸距2600mm、車輪径850mmのSWP製鋼板溶接組立式台車で、全ての台車が同一構造で互換性があるが両編成端のみ手ブレーキ装置およびフランジ塗油器が装備されており、軸箱支持方式は円筒支持式、枕ばねは同時期に製造されていたRBe540形やRAe TEEII形などで一般的であったトーションバー式からコイルばね式に変更となり、軸ばねもコイルばねとなっている。基礎ブレーキ装置は両抱き式の踏面ブレーキでブレーキシリンダは台車装荷、車輪踏面形状は都市近郊列車での運転に備えてスイス国鉄で一般的なフランジ高27mm、フランジ角60度のものから変更となり、フランジ高32mm、フランジ角70度のものが使用されている。主電動機および歯車箱は台車装荷となっており、クイル式の一種であるBBC製のスプリングドライブ式駆動装置で動力が伝達され、歯車比は2.913となっている。
そのほか、パンタグラフはBBC製のTyp 350/2菱形1基を中間車後位側屋根上に、主開閉器はTyp DBTF 20i空気遮断器を先頭車屋根上中央に搭載し、補機類はAC220V 16 2/3Hz駆動の主電動機送風機を各台車上の屋根上に計6基搭載、定格出力2.8kWのオイルポンプ1台、蓄電池充電用のコンバーターなどを機器室内に、電動空気圧縮機1基を中間車の、定格電圧36V、電流40AのTyp G 7434蓄電池計3基を各車のそれぞれ床下に搭載している。電気連結器は列車暖房引通用のものを正面端梁右下部に、重連総括制御用で42芯のTyp STK 42 36を正面端梁下部中央左側に設置されており、重連総括制御装置としてはSystem IIIdを搭載し、以下の各動力車と重連総括制御および制御客車からの遠隔制御を可能としている。

### 更新改造
1996-2001年にかけて更新改造を行い、車体や機器類が更新されたほか、乗降扉がプラグドアに変更され、両先頭車中央に従来2箇所設置されていた扉が1箇所にまとめられたほか、中間車中央の扉が埋められて固定窓が設置されている。また、前面下部左右の前照灯がスイスの鉄道車両で標準となっている角型の前照灯と標識灯のユニットに変更されている。
車体塗装はRBDe560形電車によるNPZに準じた新しいSバーンの塗装に変更されており、車体塗装は明灰色をベースとして、側面窓周りと側面先頭部を濃青色、正面を赤、正面窓周りを黒としたもので、乗降扉および握棒が黄色となっており、側面下部にスイス国鉄のマークとロゴが入るものとなっている。また、屋根上機器と屋根肩部より上部はグレー、床下機器と台車、正面スカートと側面機器覆はダークグレーである。

### 主要諸元
- 軌間：1435mm
- 電気方式：AC15kV 16.7Hz 架空線式
- 最大寸法：
  - 全長：73300mm（編成）
    - 先頭車：24375mm
    - 中間車：24550mm

  - 車体幅：2900mm
  - 屋根高：3750mm
- 軸配置：Bo'Bo'+Bo'Bo'+Bo'Bo'
- 軸距：2600mm
- 台車中心間距離：17600mm
- 動輪径：850mm
- 自重：170t
  - 先頭車：57t
  - 中間車：56t
- 荷重：3t
- 荷室面積：10m2
- 定員：56名（1等）、144名（2等）
  - 先頭車：40名（2等、禁煙）、32名（2等、喫煙）
  - 中間車：32名（1等、禁煙）、24名（1等、喫煙）
- 走行装置
  - 主制御装置：タップ切換制御
  - 主電動機：交流整流子電動機×4台×3両（連続定格出力189kW、1時間定格出力210kW）
  - 減速比：2.913
- 性能
  - 連続定格出力：2205kW（於86.3km/h）
  - 1時間定格出力：2440kW（於80km/h）
  - 牽引力：110kN（1時間定格、於80km/h）、239kN（最大）
  - 最高速度：125km/h
- ブレーキ装置：回生ブレーキ、空気ブレーキ

## 運行・廃車

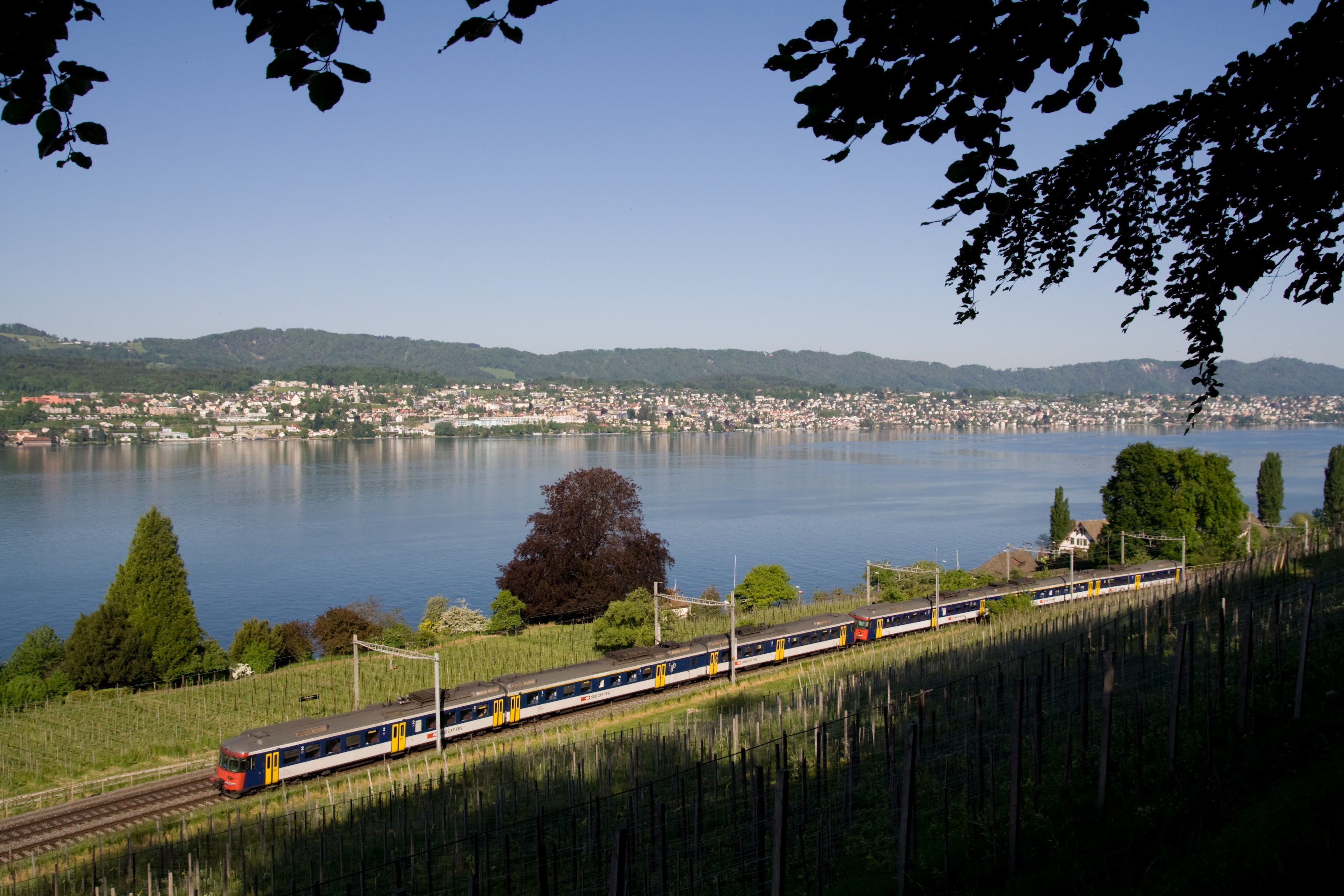
製造時からの運行区間であるチューリッヒ湖北岸の"ゴールドコースト"を走行するRABDe510形の重連

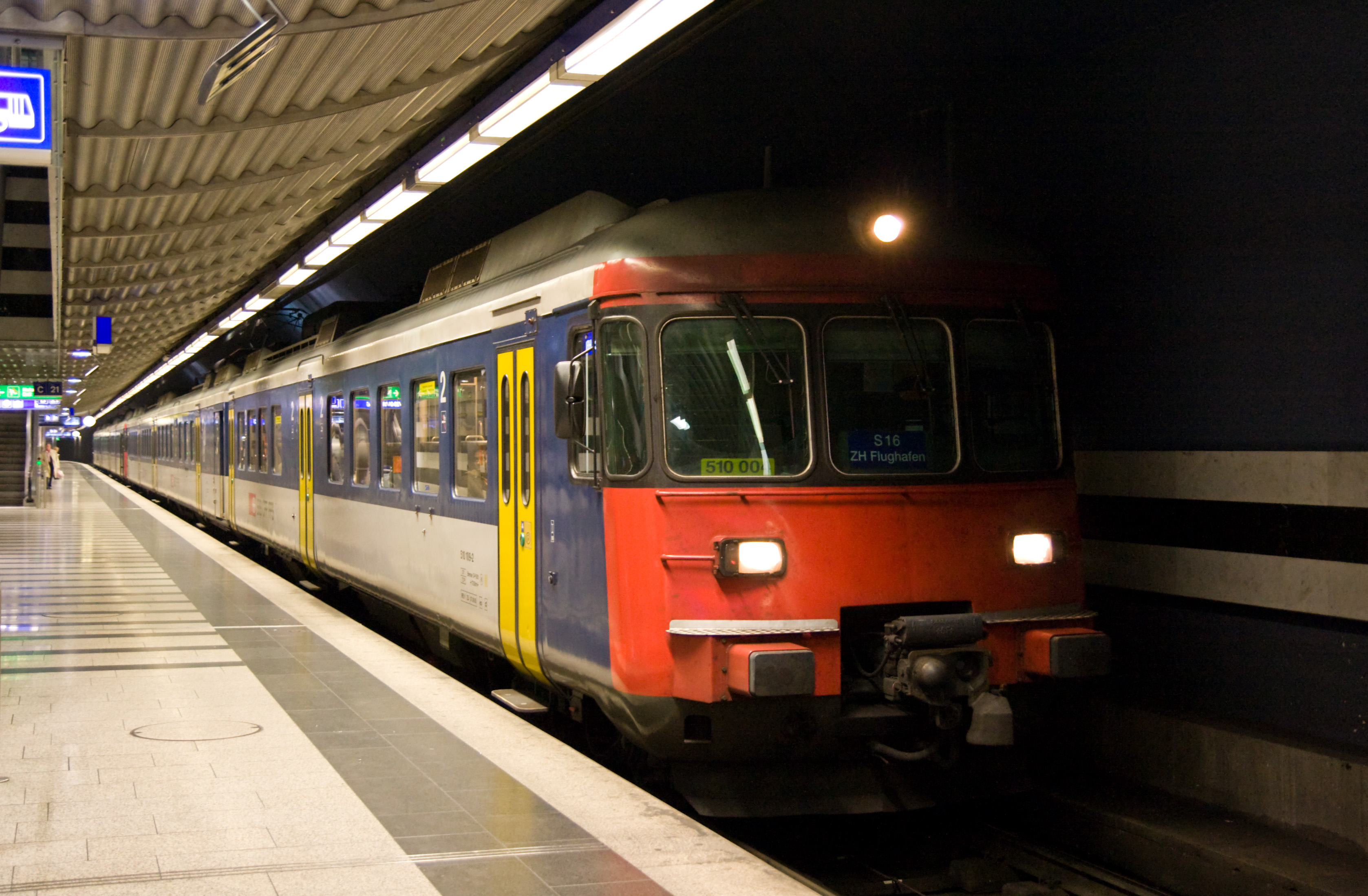
チューリッヒ中央駅の地下ホームである通称博物館通り駅に発着するRABDe510形によるSバーンのS16系統

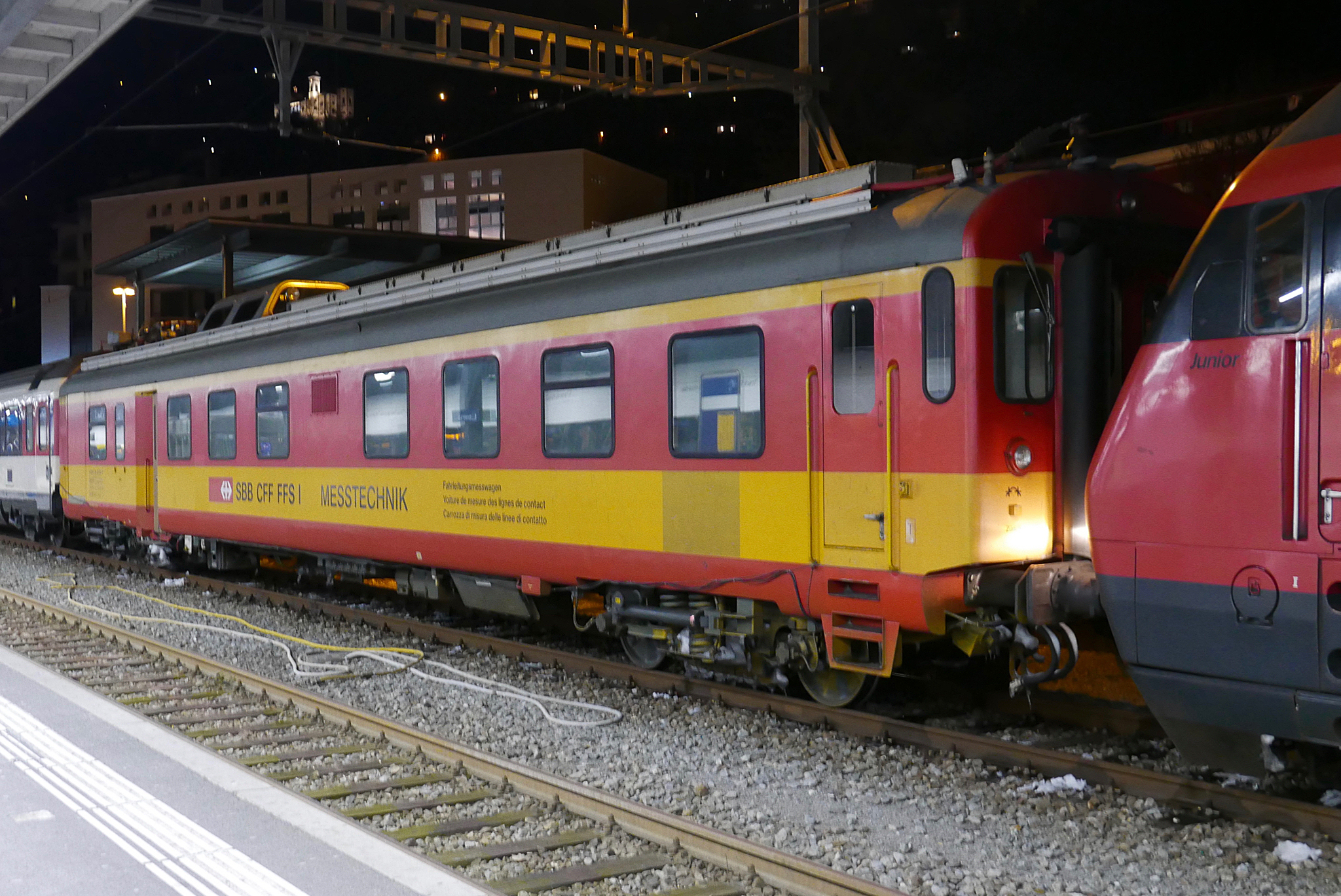
事業用客車のX 60 85 99-90 106-3号車となった旧1119/2号車、ロカルノ駅、2017年

RABe12/12形は竣工後予定通りチューリッヒ中央駅 - ラッパースヴィール間で30分間隔の運行を開始しており、これに伴い同区間のうちKüsnachi - ヘルリベルク間4.8kmとシュテーファ - エリコン間2.5kmが複線化されている。
運行開始後間もない1971年1月18日にRABDe12/12 1109編成と1119I編成がヘルリベルクで事故を起こし、3月31日には1109編成の1109/3I号車と1119I編成の1119/3I号車が廃車に、1119/2I号車が保留車となった。また、同年3月25日にはRABDe12/12 1113編成と1117I編成がエリコンで別の事故を起こし、4月30日には1113編成の1113/1I号車と1117I編成の1117/1I号車、1117/2I号車が廃車となっている。これに伴い、事故編成の残存した車両が休車となるとともに、RABDe12/12 1120編成が3月に空番となった1119に改番されてRABDe12/12 1119II編成となって各車も改番され、4月30日には空番の1117に再度改番されてRABDe12/12 1117II編成となり、併せて編成各車も1117/1II、1117/2II、1117/3II号車に改番されている。
その後、残存した1109/1I、1113/2、1113/3I、1117/3I、1109/2、1119/1I号車の各車は一時的にRABDe12/12 1106編成およびRABDe12/12 1111編成の各車と併せて編成の組み換えを行って運行されていた。各編成の編成番号（車両番号）は以下の通り。
- RABDe12/12 1106（1109/1I - 1106/2 - 1113/3）
- RABDe12/12 1109（1119/1I - 1109/2 - 1111/3I） → （1111/3I - 1109/2 - 1119/1I）
- RABDe12/12 1111（1111/1 - 1111/2 - 1106/3）
- RABDe12/12 1113（1106/1I - 1113/2 - 1117/3I） → （1117/3I - 1113/2 - 1106/1I）

そして、1971年6月16日から1972年7月19日にかけて順次改番を行い、以下の通り編成番号と車両番号が揃えられている。また、保留となっていた1119/2号車は1981年8月14日に事業用客車のX 50 85 99-73 106-4号車に、その後X 60 85 99-90 106-3号車に改造されている。
- RABDe12/12 1106（1106/1II - 1106/2 - 1106/3II）
- RABDe12/12 1109（1109/1II - 1109/2 - 1109/3II）
- RABDe12/12 1111（1111/1 - 1111/2 - 1111/3II）
- RABDe12/12 1113（1113/1II - 1113/2 - 1113/3II）

なお、上記の事故、編成組換えなどによる各車の廃車年および編成番号、車両番号の改番履歴は以下の通り
- 廃車
  - 1109/3I、1119/3I - 1971年3月31日
  - 1113/1I、1117/1I、1117/2I - 1971年4月30日
- 編成番号変更（編成内の各車も同様に改番）
  - RABDe12/12 1120→1119II - 1971年3月
  - RABDe12/12 1119II→1117II - 1971年4月30日
- 車両番号変更
  - 1113/3I→1106/3II - 1971年6月16日
  - 1106/1I→1113/3II、1111/3→1109/1II - 1971年8月18日　
  - 1106/3I→1111/3II - 1972年2月18日
  - 1119/1I→1109/3II - 1972年3月19日
  - 1117/3I→1113/1II - 1972年3月20日
  - 1109/1I→1106/1II - 1972年7月19日

その後1990年に発足したチューリッヒのSバーンでは、RBe540形、RBDe560形電車が牽引する客車列車、Re450形電気機関車が牽引する4両固定編成の2階建列車（通称DPZ）とともに各路線で運行されるようになり、115編成とともにSバーン各路線で運行されることとなった。チューリッヒ中央駅を拠点に放射状に運転されているSバーンはS2-S18、S21、S22、S24、S26、S29、S30、S33、S35、S40、S41、S55系統および深夜便のSN1、SN3、SN4、SN5、SN7-SN9系統などであり、スイス国鉄のほか、ジールタル・チューリッヒ・ユトリベルク鉄道、スイス南東鉄道、BDWM交通、フォルヒ鉄道により運行されている。詳細はチューリッヒのSバーンおよびドイツ語のチューリッヒSバーンの項の項を参照。
2001年2月23日にはRABDe510 010-2編成とRABDe510 013-6編成がEffretikonで事故を起こし、4月9日から510 121-7号車がTRABDe 510 013-6の編成へ組込まれ510 121-7 - 510 213-2 - 510 127-4で編成を組み、RABDe510 010-2編成として510 120-9、510 210-8、510 126-6号車が廃車となっている。その後、チューリッヒSバーンにシーメンス製デジロシリーズを2階建て車両としたRABe514形（通称DTZ）が増備されると、平屋建の3両編成で輸送力が小さく、連結器の違いから客車列車を牽引することができないRABDe510形は順次廃車となり2008年10月のダイヤ改正で定期運行から外れ2010年までに全車解体されている。各編成の廃車年月日は以下の通り。
- RABDe510 000-3 - 2009年3月24日
- RABDe510 001-1 - 2009年3月24日
- RABDe510 002-9 - 2008年11月6日
- RABDe510 003-7 - 2008年11月20日
- RABDe510 004-5 - 2009年3月24日
- RABDe510 005-2 - 2009年3月24日
- RABDe510 006-0 - 2009年3月24日
- RABDe510 007-8 - 2008年10月2日
- RABDe510 008-6 - 2009年3月24日

- RABDe510 009-4 - 2009年3月24日
- RABDe510 011-0 - 2009年3月24日
- RABDe510 012-8 - 2009年3月24日
- RABDe510 013-6 - 2009年3月24日
- RABDe510 014-4 - 2009年3月24日
- RABDe510 015-1 - 2009年3月24日
- RABDe510 016-9 - 2009年3月24日
- RABDe510 017-7 - 2009年3月24日